# Coleoxestia illex
Coleoxestia illex es una especie de escarabajo longicornio del género Coleoxestia, tribu Cerambycini, subfamilia Cerambycinae. Fue descrita científicamente por Gounelle en 1909.

## Descripción
Mide 21-22,5 milímetros de longitud.

## Distribución
Se distribuye por Bolivia y Brasil.